# Платеозаврав
Платеозаврав (лат. Plateosauravus, буквально — предок платеозавра) — род базальных динозавров из семейства платеозаврид подотряда завроподоморф, систематическое положение которого до сих пор точно неизвестно. Известен по окаменелым останкам из триасовых отложений Южной Африки.

## История изучения
В 1924 году палеонтолог Сидни Хотон описал новый вид Plateosaurus cullingworthi по частично сохранившемуся скелету, голотипу SAM 3341, 3345, 3347, 3350-51, 3603, 3607. Видовое название было дано в честь прославленного коллекционера Т. Л. Каллингуорта (англ. T. L. Cullingworth). В 1932 году известный немецкий учёный Фридрих фон Хюне выполнил повторный анализ окаменелостей и отнёс их к новому роду Plateosauravus. А в 1976 году Жак ван Херден заново классифицировал их как принадлежащие роду Euskelosaurus, как и принято считать. Тем не менее, недавние исследования показывают, что последний род описан на основе неточно изученного материала, а потому является так называемым «сомнительным названием» (лат. Nomen dubium). В своей серии трудов по завроподоморфам и базальным зауроподам, Адам Йейтс высказался против существования в таксономии рода Euskelosaurus и предложил отнести останки, приписываемые обычно к этому роду, к Plateosauravus.
После случайного открытия, сделанного егерем Адрианом Лу 27 марта 1995 года в Национальном парке Крюгер, было обнаружено ещё более двенадцати частичных скелетов этого ящера, включая останки незрелых особей.

## Места и древность находок
Останки платеозаврава были найдены в триасовых отложениях Южной Африки. Там же хранятся две коллекции окаменелостей этого ящера; останки из обеих коллекций были найдены в одном и том же месторождении. Обитал этот вид на нашей планете на отрезке времени между 221,5 и 201,6 миллиона лет назад.
| Докембрий | Фанерозой | Фанерозой | Фанерозой | Фанерозой | Фанерозой | Фанерозой | Фанерозой | Фанерозой | Фанерозой | Фанерозой | Фанерозой | Фанерозой | Эон       |
| Докембрий | Палеозой  | Палеозой  | Палеозой  | Палеозой  | Палеозой  | Палеозой  | Мезозой   | Мезозой   | Мезозой   | Кайнозой  | Кайнозой  | Кайнозой  | Эра       |
| --------- | --------- | --------- | --------- | --------- | --------- | --------- | --------- | --------- | --------- | --------- | --------- | --------- | --------- |
| Докембрий | Кембрий   | Ордо вик  | Сил ур    | Девон     | Карбон    | Пермь     | Триас     | Юра       | Мел       | Палео ген | Нео ген   |           | П-д       |
| 4567      | 538,8     | 486,85    | 443,1     | 419,62    | 358,86    | 298,9     | 251,902   | 201,4     | 143,1     | 66,0      | 23,04     |           | млн лет ← |
| 4567      | 538,8     | 486,85    | 443,1     | 419,62    | 358,86    | 298,9     | 251,902   | 201,4     | 143,1     | 66,0      | 23,04     | 2,58      |           |